# John Dingell Sr.
John David Dingell Sr., né le 2 février 1894 à Detroit dans le Michigan et mort le 19 septembre 1955 à Washington DC, est un homme politique américain démocrate. 
Il représente le Michigan à la Chambre des représentants des États-Unis du 4 mars 1933 au 19 septembre 1955.